# Zuasti
Zuasti är en ort i Spanien.   Den ligger i provinsen Provincia de Navarra och regionen Navarra, i den nordöstra delen av landet, 300 km nordost om huvudstaden Madrid. Zuasti ligger 460 meter över havet och antalet invånare är 300.
Terrängen runt Zuasti är kuperad åt nordväst, men åt sydost är den platt.Runt Zuasti är det tätbefolkat, med 913 invånare per kvadratkilometer. Närmaste större samhälle är Pamplona, 9,2 km öster om Zuasti. Trakten runt Zuasti består till största delen av jordbruksmark.